# Mari Andriessen
Mari(e) Silvester Andriessen  (Haarlem, 4 de diciembre de 1897-ibídem, 7 de diciembre de 1979) fue un escultor neerlandés, miembro de la segunda generación del grupo de abstracción figurativa, también conocido como «el Grupo».

## Datos biográficos

### Juventud
Andriessen provenía de una familia  católica. Su abuelo fue pintor y su madre Gesina Vester. Su padre fue el músico Nico Andriessen. Sus hermanos, William fue pianista y Hendrik un prominente compositor.
Asistió primero a la Escuela de Artes Aplicadas de Haarlem y luego a la Academia Nacional de Artes Visuales de Ámsterdam. Siendo allí alumno del legendario profesor Jan Bronner.

### Antes de la Segunda Guerra Mundial
Los años anteriores a la guerra fueron difíciles para él y otros escultores. Hubo algunos contratos. Andriessen entonces vivían principalmente de los retratos.

### La Segunda Guerra Mundial
El período 1940-45 da un giro decisivo a su vida y a su obra. Andriessen se negó a ser miembro de la asociación nacional-socialista de artistas arios. Esto le supuso no recibir ningún encargo y no poder exponer. Andriessen, mantuvo ocultos en su casa a personas judías, y la oposición tenía en su estudio un arsenal.

### Después de la Segunda
Cuando la guerra terminó, muchas comunidades querían tener un memorial de guerra. Pocos sabían cómo debe ser un monumento. Tomando como referente a su maestro Jan Bronnercompuso una idea clar de cómo debían ser. Andriessen fue inspirado por Meunier, Dalou y Rodin, los realistas franceses. En este período, en 1954 hace en el diseño del D'r Joep producido por Wim van Hoorn de Ámsterdam .

### Academia '63
Junto con Wessel Couzijn y Nic Jonk, Mari Andriessen tomó la iniciativa de los '63 de la Academia, que más tarde se convirtió en Ateliers '63.

## Obras

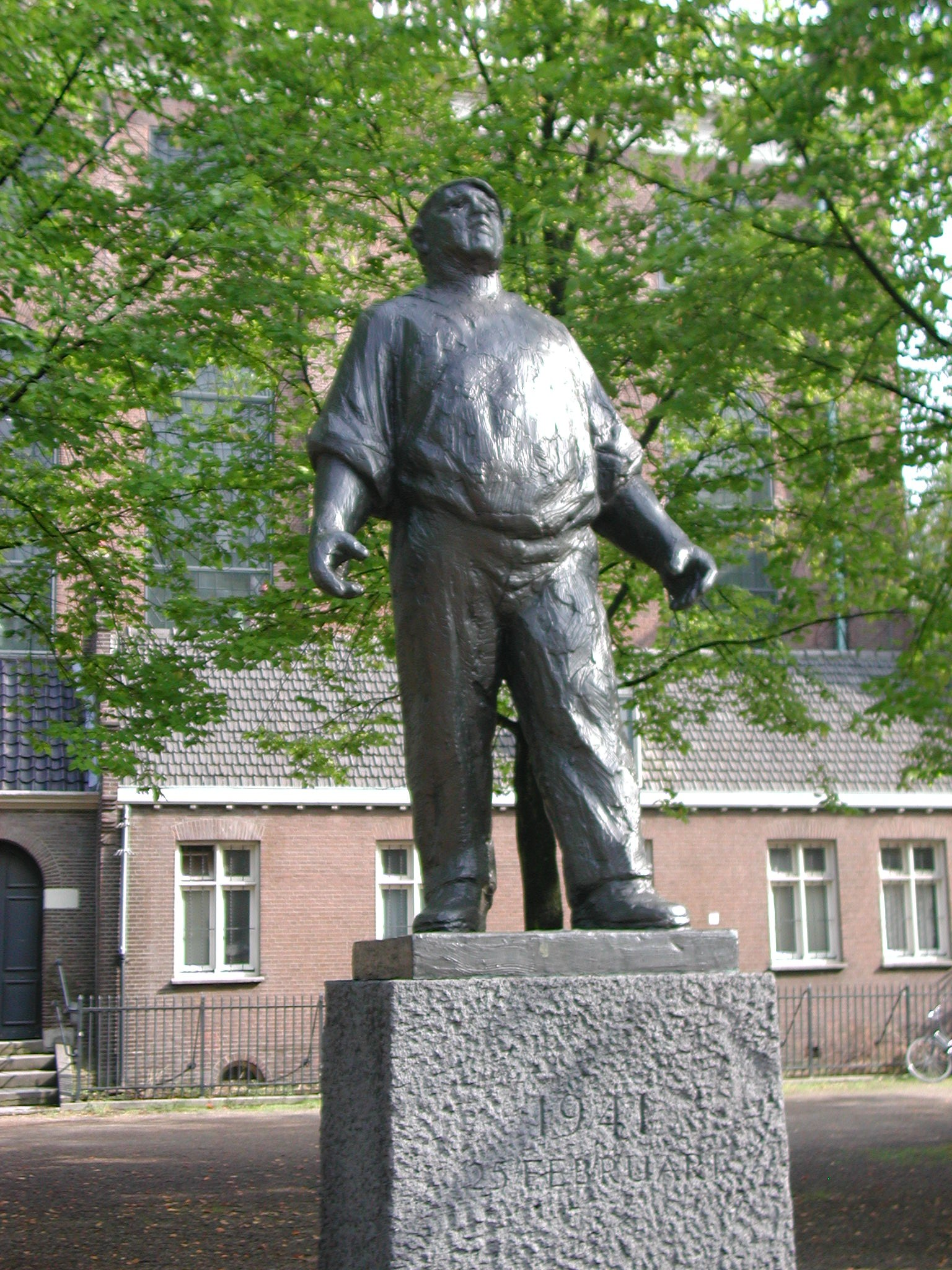
De Dokwerker (1952) en Ámsterdam es la obra más representativa de Andriessen.

Andriessen fue el artista más solicitado para la realización de monumentos a la resistencia y memoriales de guerra. Entre los más conocidos están: hombre para el pelotón de fusilamiento en Haarlem (bronce, 1949), de la viuda de Putten en el mismo lugar (piedra caliza, 1949), el Dokwerker trabajador portuario en Ámsterdam (bronce, 1952), los grupos de figuras que forman parte de seis monumentos del Volkspark en Enschede (bronce, 1953), tres figuras del monumento existente en Lijnbaan, Róterdam (bronce, 1957),  Monumento civil a las víctimas en Nimega (piedra caliza, 1959), el "Monumento Marino 'en Scheveningen (toba, 1966) y, finalmente," Anne Frank en Wester en Ámsterdam (bronce, 1975).
Andriessen adquirió fama como escultor de imágenes de gran tamaño llevó a los contratos de monumentos memorables para los compatriotas, como Cornelis Lely en la Afsluitdijk (bronce, 1953), Albert Plesman en La Haya (bronce, 1958) y el de la  reina Guillermina de  Utrecht (bronce, 1967). El tema central de su obra monumental es el hombre moderno, no está vinculada por un contexto arquitectónico, pero si colocada en un pedestal, en el espacio público. Está caracterizada por una composición sólida, el edificio brillante en el volumen y la simplificación de los detalles, por lo que hace hincapié en la forma plástica principal . El mensaje, dramáticamente subestimados, y comprensible para todos, lo logra por medios puramente visual.
Andriessen pertenecía al "Grupo de abstracción figurativa" como escultor figurativo tradicional, que después de la Segunda Guerra Mundial ocupó un lugar importante en el arte neerlandés . Uno de sus obra más famosa es La Dokwerker, en la Plaza Jonas Daniël Meijer  de Ámsterdam , erigido en memoria de la huelga de febrero de 1941. La imagen de Adriaan Roland Holst en las Ruinas de la Iglesia Bergen fue producido por Andriessen.
A lo largo de su vida Andriessen recibido muchos honores, incluyendo el premio de la Resistencia de la Fundación Artistas 1942-1945 . En una retrospectiva de 1977 en el Museo Frans Hals de Haarlem se le ofreció esta distinción y allí habló su exalumno y amigo Theo Mulder. Se le ha considerado en algunos medios como el escultor nacional de los Países Bajos. Dos años más tarde, tres días después de su 82 cumpleaños, murió Andriessen. En el día de su funeral, se colocó una ofrenda floral frente al  'Dokwerker' en Ámsterdam.